# Bahnhoffest Basel

Ein Teil der Lokomotivausstellung im Güterbahnhof Wolf.

Das Bahnhoffest Basel war eine Grossveranstaltung, die im Rahmen der 125-Jahr-Feierlichkeiten des Basler Centralbahnhofs am ersten Oktoberwochenende 1985 in Basel stattfand. Das Fest umfasste mehrere Fahrzeugausstellungen, eine Tramparade und eine Lokomotivparade. Ähnliche Veranstaltungen fanden im kleineren Rahmen 1978 und 1982 statt.

## Vorgängerveranstaltungen

### Eisenbahn – Vorbild und Modell 1978
Vom 28. Oktober bis am 12. November 1978 fand parallel zur Herbstmesse eine Eisenbahnausstellung Eisenbahn – Vorbild und Modell 1978 in den Hallen der Mustermesse Basel statt. Dabei wurden neben Modelleisenbahnanlagen auch Lokomotiven des Vorbilds in der Halle 7 ausgestellt. Am Bahnhof Basel SBB wurden Reisezugwagen ausländischer Bahnen präsentiert. Im Rahmen dieser Ausstellung verkehrten auf den zum Messegelände führenden Tramlinien 1 und 4 an den Wochenende alte und neue Strassenbahnzüge aus Basel, sowie ein Be 4/6-Zug Mirage der Verkehrsbetriebe Zürich (VBZ) und ein Be 8/8 der Städtischen Verkehrsbetriebe Bern (SVB).

### Eisenbahnmessen 1982
Vier Jahre später fand vom 23. Oktober bis am 7. November 1982 in der Mustermesse gleich zwei Eisenbahnmessen statt. In der Halle 6 fand die Eisenbahn – Vorbild und Modell 82, die sich an die Hobby- und Modelleisenbahner wandte, parallel dazu fand die Eisenbahn 82 in der Halle 7 statt, die als Fachmesse für Bahntechnik mit Fachtagungen gestaltet war. In beiden Hallen waren auch Originalfahrzeuge ausgestellt. Im Güterbahnhof Wolf wurde ähnlich der Lokschau eine kleinere Fahrzeugausstellung mit 38 Fahrzeugen gezeigt.

## Festprogramm
Das Bahnhoffest bot ein reichhaltiges Programm mit Veranstaltungen und Ausstellungen:
Veranstaltungen
Freitag, den 4. Oktober 1985
- Taufe des Triebwagens Be 4/6 1613[5] auf den Namen Unggle Bebbi. Der Triebwagen wurde von den SBB für den internen Personaltransport zwischen Personenbahnhof, Güterbahnhof und Rangierbahnhof eingesetzt und hatte einen von der Schule für Gestaltung Basel gestalteten bunten Anstrich erhalten.[6]

Samstag, den 5. Oktober 1985
- Gleisbaudemonstration und Vorführung einer Hebebühne des Fahrleitungsdienstes im Güterbahnhof Wolf.[6]

Sonntag, den 6. Oktober 1985
- Tramparade auf dem Centralbahnplatz vor dem Empfangsgebäude von Basel SBB
- Enthüllung einer Gruppe bestehend aus einer Sitzbank, einem Basilisken-Brunnen und einer Gaslaterne in der Schalterhalle von Basel SBB
- Bankett für geladene Gäste im teilweise überdachten Bereich zwischen Gleis 1 und 2. Anschliessend Fahrt der geladenen Gäste mit Dampfzug bespannt mit DB 64 518[7] zur Tribüne der Lokparade
- Lokparade mit über 50 Fahrzeugen auf der Strecke Basel SBB–Basel St. Johann der SNCF[8]

Ausstellungen
- Ausstellung Centralbahnhof 1860 über die Geschichte des Bahnhofs, gestaltet von der Denkmalpflege und dem Bahnhofinspektorat
- Modelleisenbahn-Ausstellung, gestaltet vom Schweizerischen Verband Eisenbahn-Amateur (SVEA), mit Modellen von Fahrzeugen, die im Raum Basel eingesetzt waren.
- Fotoausstellung Leben im Bahnhof
- Ausstellung über den Rahmenplan 1981 der SBB und den Masterplan der Regionalplanung, welche die zukünftige Nutzung des Bahnhofareals und die bessere Anbindung an das öV-Netz der Stadt und die Vorortlinien aufzeigen sollte
- Schienenfahrzeugausstellungen Lokschau im Güterbahnhof Wolf den 5. Oktober und am Sonntagvormittag, den 6. Oktober[6]
- Reisezugwagenausstellung in der Bahnhofhalle von Basel SBB
- Ausstellung französischer Schienenfahrzeuge im Bahnhof Basel SNCF[8]

Öffentliche Sonderfahrten
- Rundfahrten Basel SBB–Basel Badischer Bahnhof–Rangierbahnhof Basel-Muttenz–Pratteln–Basel SBB mit NPZ-Pendelzug[9] und Lufthansa-Airport-Express[10]
- Dampffahrten Basel SBB–Aesch BL auf der Jurabahn mit SBB B 3/4 1367[11] und Wagen des DVZO und mit SBB Eb 2/4 5469[12] mit Wagen von Oswald Steam[13]

## Fahrzeugausstellungen
Die staatlichen Eisenbahngesellschaften der Schweiz (SBB), Frankreichs (SNCF), der Bundesrepublik Deutschland (DB) und Italiens (FS), sowie die Bern-Lötschberg-Simplon-Bahn (BLS) nahmen an den Fahrzeugausstellungen teil. Insgesamt waren mehr als 60 Fahrzeuge ausgestellt, die meisten davon in der Lokschau im Güterbahnhof Wolf. Lediglich die Rangierfahrzeuge der SBB waren beim Lokomotivdepot Nauenstrasse ausgestellt und die Fahrzeuge der SNCF wurden aufgrund der Bahnstromversorgung im Bahnhof Basel SNCF ausgestellt. Neben der Lokomotivausstellung gab es auch eine Reisezugwagenausstellung in der Halle des SBB-Bahnhofs.

Mehrere Altbaulokomotiven der SBB. Von vorne nach hinten: Ae 3/6I 10694, Ae 3/5 10217, Ae 3/6III 10264 und Ae 3/6II 10439.
Mehrere Altbaulokomotiven der SBB. In der Mitte die Ae 4/7  11000 dahinter Ae 8/14 Nr. 11801
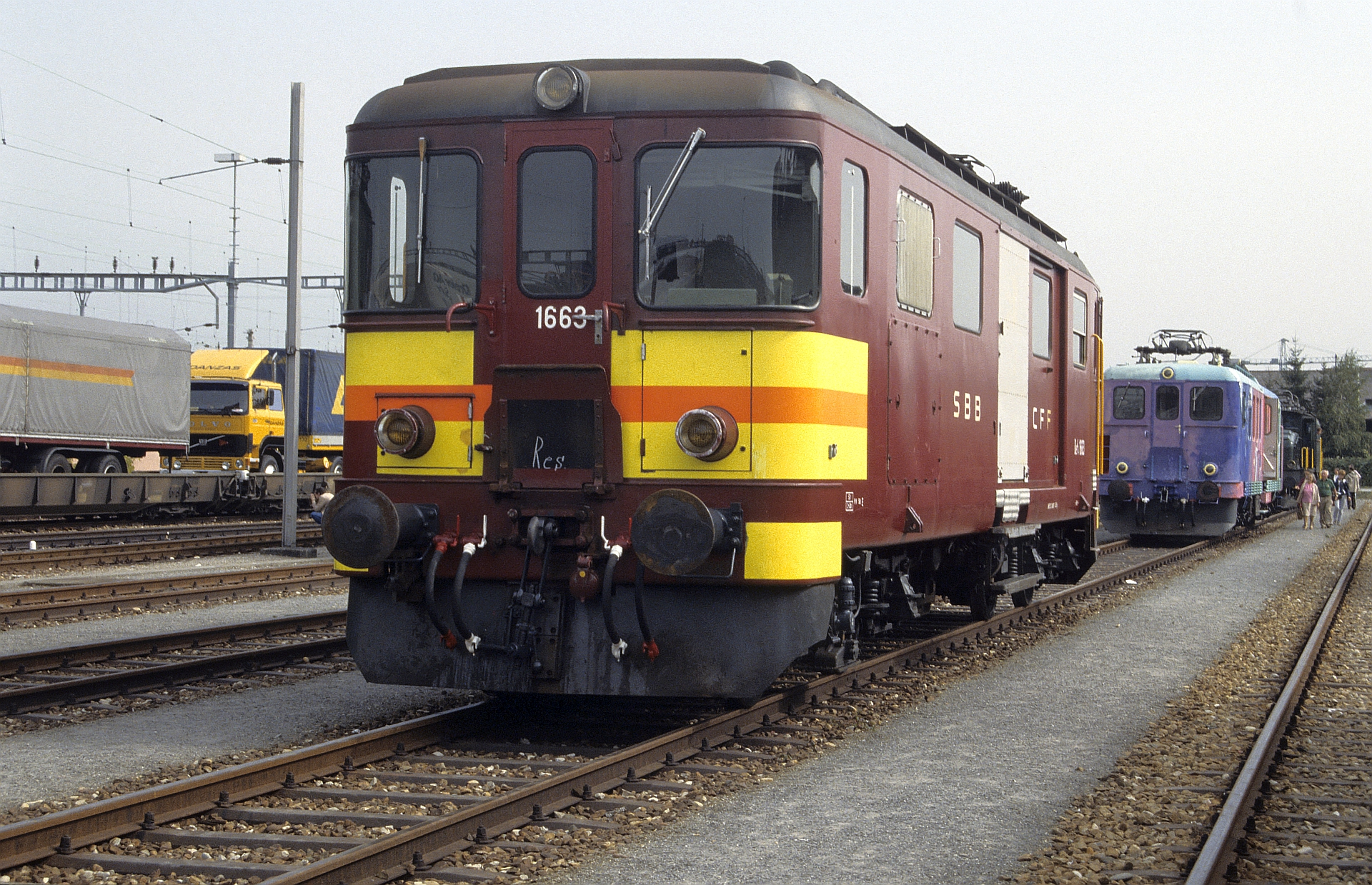
Zwei Triebwagen der SBB an der Ausstellung. Vorne der De 4/4 1663, dahinter der Be 4/6 1613 Unggle Bebbi
Blick auf den nordöstlichen Teil der Ausstellung von der Fussgängerbrücke aus

### Ausgestellte Fahrzeuge

#### Güterbahnhof Wolf
Die Ausstellung Lokschau im Güterbahnhof Wolf war die grösste Fahrzeugausstellung. In ihr wurden alle SBB-Fahrzeuge ohne die Rangierlokomotiven, alle Fahrzeuge der DB, sowie eine französische Dampflokomotive und eine italienische Elektrolokomotive gezeigt.

##### Schweiz
| Nr. | Baureihe, Nummer                              | Heimatdepot             | Bild       |
| --- | --------------------------------------------- | ----------------------- | ---------- |
| 01  | SBB Ce 6/8II 14253                            | Erstfeld                |            |
| 02  | SBB Be 4/6 12320                              | Winterthur              |            |
| 03  | SBB Be 4/7 12504                              | Biel                    |            |
| 04  | SBB Ae 3/6I 10694                             | Olten                   |            |
| 05  | SBB Ae 3/5 10217                              | Bern                    |            |
| 06  | SBB Ae 3/6III 10264                           | Lausanne                |            |
| 07  | SBB Ae 3/6II 10439                            | Olten                   |            |
| 08  | SBB Ce 6/8III 14305                           | Basel                   | Symbolbild |
| 09  | SBB Be 4/6 1613 Unggle Bebbi                  | Basel                   | Symbolbild |
| 10  | SBB De 4/4 1663                               |                         |            |
| 11  | SBB Ae 4/7 11000                              | Olten                   |            |
| 12  | SBB Ae 8/14 10801                             | Erstfeld                |            |
| 13  | SBB Bm 4/4II 18452                            | Olten                   | Symbolbild |
| 14  | SBB RAe 2/4 1001                              | Bern                    |            |
| 15  | SBB Re 4/4I 10049                             | Lausanne                | Symbolbild |
| 16  | SBB Ae 6/6 11437 Stadt Basel                  | Zürich                  | Symbolbild |
| 17  | SBB Ae 6/6 11422 Vaud/Waadt                   | Erstfeld                |            |
| 18  | SBB RBe 4/4 1442                              | Winterthur              | Symbolbild |
| 19  | SBB Re 4/4II 11396                            | Zürich                  | Symbolbild |
| 20  | SBB Re 6/6 11674 Murgenthal                   | Bellinzona              |            |
| 21  | SBB Re 4/4IV 10101                            | Lausanne                |            |
| 22  | SBB RBDe 4/4 2103 NPZ Frenkendorf-Füllinsdorf | Lausanne                | Symbolbild |
| 23  | SBB Eb 2/4 5469                               | Basel                   |            |
| 24  | UeBB CZm 1/2 31                               | Zürich                  |            |
| 25  | SBB E 3/3 8532                                | EUROVAPOR Kandertalbahn | Symbolbild |
| 27  | BLS Re 4/4 192                                |                         |            |
| 28  | BLS Ae 6/8 205                                |                         |            |
| 29  | BLS Ae 8/8 273                                |                         |            |

##### Deutschland
| Nr. | Baureihe, Nummer                                                           | Bild       |
| --- | -------------------------------------------------------------------------- | ---------- |
| 30  | DB 103 104                                                                 |            |
| 31  | DB 110 255                                                                 |            |
| 32  | DB 120 002                                                                 |            |
| 33  | DB 181 211 Lorraine                                                        |            |
| 34  | DB 194 181                                                                 |            |
| 35  | DR E 18 03                                                                 |            |
| 36  | DR E 44 1170                                                               |            |
| 37  | DB 218 284                                                                 |            |
| 38  | DB 260 560                                                                 |            |
| 39  | DR 0110 01 1066 der Ulmer Eisenbahnfreunde                                 |            |
| 40  | DB 23 058 von EUROVAPOR in Sulgen stationiert                              |            |
| 41  | Badische G 12 DB 58 311 der Ulmer Eisenbahnfreunde                         |            |
| 42  | DB 64 518 von EUROVAPOR, Sektion Emmental                                  | Symbolbild |
| 43  | DR 015 (Reko 01 der Staatsbahn der DDR) 01 0509 der Ulmer Eisenbahnfreunde |            |

##### Italien
| Nr. | Baureihe, Nummer | Bild |
| --- | ---------------- | ---- |
| 44  | FS E.632 048     |      |

##### Frankreich
| Nr. | Baureihe, Nummer                          | Bild |
| --- | ----------------------------------------- | ---- |
| 45  | SNCF 241 A 45 von Oswald Steam Samstagern |      |

#### Lokomotivdepot Nauenstrasse
Ausstellung von Rangierfahrzeugen der SBB Keines der Fahrzeuge nahm an der Parade teil.
| Nr. | Baureihe, Nummer                              | Bild |
| --- | --------------------------------------------- | ---- |
| 460 | SBB TmIII                                     |      |
| 470 | SBB TmI                                       |      |
| 480 | SBB Ee 3/3                                    |      |
| 049 | SBB Ce 6/8II umgebaut zur Rangierlokomotive   |      |
| 050 | SBB Em 6/6 (Eem 6/6 mit stillgelegtem E-Teil) |      |
| 051 | SBB Em 3/3                                    |      |
| 052 | SBB Bm 4/4                                    |      |
| 53  | SBB Ee 6/6 16802                              |      |
| 540 | SBB Am 6/6                                    |      |
| 55  | SBB Bm 6/6                                    |      |
| 560 | SBB TmII                                      |      |

#### Basel SNCF
Ausstellung von französischen Fahrzeugen, die mit 25 kV 50 Hz betrieben wurden, sowie französischer Reisezugwagen mit einer Zugsammelschienenspannung von 1500 V.

##### Triebfahrzeuge
| Nr. | Baureihe, Nummer                       | Bild |
| --- | -------------------------------------- | ---- |
| 57  | TGV PSE 21 Dijon                       |      |
| 58  | SNCF BB 13017                          |      |
| 59  | SNCF BB 15005 St. Louis                |      |
| 60  | SNCF BB 20208 im grau-orangen Anstrich |      |
| 61  | SNCF BB 63917                          |      |
| 62  | SNCF CC 72031                          |      |
| 63  | SNCF Y 8216                            |      |

##### Reisezugwagen
| Nr. | Fahrzeug | Eigenschaften                                                |
| --- | -------- | ------------------------------------------------------------ |
| 640 | SNCF A   | Corail-Wagen                                                 |
| 65  | SNCF B   | Corail-Wagen                                                 |
| 66  | SNCF Bcm | Liegewagen B10c10u                                           |
| 67  | SNCF SR  | Discowagen, umgebaut aus INOX-DEV-Wagen 1. Klasse            |
| 68  | SNCF     | Ausstellungswagen                                            |
| 69  | SNCF     | Kinowagen, umgebaut aus 2. Klasswagen für den Vorortsverkehr |

#### Basel SBB
Reisezugwagen-Ausstellung mit Fahrzeugen von DB und FS.

Lok FS E.632 mit dem in Basel gezeigten italienischen Wagenmaterial

| Nr. | Fahrzeug   | Eigenschaften                                                                                               |
| --- | ---------- | --- |
| 70  | DB Avmz207 | Intercity-Wagen, Abteilwagen 1. Klasse mit Seitengang                                                       |
| 71  | DB Bpmz    | Intercity-Wagen, Grossraumwagen 2. Klasse mit Flugzeugbestuhlung                                            |
| 72  | FS BDt     | Steuerwagen MDVC npBD für Interregio-Züge mit Übersetzfenster, Einstiegen an den Drittelspunkten            |
| 73  | FS A       | Grossraumwagen MDVE nA, 1. Klass-Wagen für Interregio-Züge mit Übersetzfenster, Einstiege an den Wagenenden |
| 74  | FS B       | Grossraumwagen MDVE nB, 2. Klass-Wagen für Interregio-Züge mit Übersetzfenster, Einstiege an den Wagenenden |
| 75  | FS         | Generatorwagen nVDrec zur Versorgung der Zugsammenlschiene der FS mit 3 kV Gleichstrom                      |

## Tramparade
Am Sonntag fand auf dem Centralbahnplatz vor dem Bahnhof eine Tramparade statt. Daran nahmen folgende Kompositionen teil:
| Bild | Gesellschaft | Linie | Typ                                         | Beschreibung                                                   |
| ---- | ------------ | ----- | ------------------------------------------- | -------------------------------------------------------------- |
|      | BVB          | 08    | Be 4/4 409 + B 1471                         | Schweizer Standardwagen mit Anhänger im SBB-Intercity-Anstrich |
|      | BVB          | 06    | Be 4/6 606 + Be 4/6 609                     | Düwag GT6-Wagen in Doppeltraktion                              |
|      | BVB          | 14    | Be 4/6 615 + Be 4/6 613                     | Düwag GT6-Wagen in Doppeltraktion                              |
|      | BVB          |       | Be 4/4 400                                  | Speisewagentram Dante Schuggi                                  |
|      | BLT          | 10    | Be 4/6 103 + Be 4/6 104                     | Düwag GT6-Wagen in Doppeltraktion                              |
|      | BVB          | 11    | Be 4/6 649 + Be 4/6 241                     | Düwag GT6-Wagen + Schindler-Tram                               |
|      | BLT          | 17    | Be 4/6 249 + Be 4/6 244 + B3 1343 + B3 1335 | Schindler-Tram                                                 |
|      | BLT          | 17    | Be 4/6 231 + B3 1328                        | Schindler-Tram mit Anhänger für Fahrräder                      |

## Lokomotivparade

Aufstellung der modernen SBB-Fahrzeuge für die Lokparade auf der Strecke Basel SNCF–Saint-Louis

Die Lokomotivparade, auch Lokparade genannt, fand am Sonntag, den 6. Oktober am Nachmittag statt. Sie hatte Ähnlichkeiten zur Fahrzeugparade in Nürnberg zum 150-jähringe Bestehen der Deutschen Eisenbahn. An der Parade in Basel nahmen 57 Fahrzeuge teil, nämlich sieben Dampflokomotiven, ein Dampftriebwagen, 29 Elektrolokomotiven, vier Diesellokomotiven, sechs Elektrotriebwagen oder -triebzüge und zehn Reisezugwagen. Die Parade fand auf dem Abschnitt Basel St. Johann–Basel SBB der Strecke nach Strasbourg statt. Damit die elektrischen Triebfahrzeuge von SBB, BLS und DB auf dieser normalerweise mit 25 kV 50 Hz betriebenen Strecke verkehren konnte, wurde während der Parade ein Streckengleis mit 15 kV 16 2⁄3 Hz versorgt. Der Regelverkehr und die Fahrzeuge der SNCF benutzten das andere Gleis, das als Einspurstrecke betrieben wurde. Für die geladenen Gäste wurde an der Bahnböschung bei der Kaltbrunnenstrasse eine Tribüne aufgestellt. Die mit ca. 15 km/h vorbeifahrenden Fahrzeuge wurden über Lautsprecher kommentiert. Die Parade wurde von 20 000 bis 30 000 Zuschauern verfolgt.
Die Parade fand wie folgt statt, wobei sich die Nummern in Klammern auf die Fahrzeuglisten beziehen:
- Eröffnung durch SNCF Y 8216 (Nr. 63) mit Zweiklanghorn
- neun Elektro- und Diesellokomotiven der DB (Nr. 30 bis 38)
- drei Elektrolokomotiven der BLS (Nr. 27 bis 29)
- Elektro- und Diesellokomotiven, sowie Triebwagen der SBB (Nr. 1 bis 22)
- Dampfzug mit SBB B 3/4 (Nr. 76) und zehn zweiachsigen Reisezugwagen von DVZO, Oswald-Steam und SBB
- Schweizerische Dampflokomotiven und -triebwagen (Nr. 23 bis 25)
- Deutsche Dampflokomotiven (Nr. 39 bis 43)
- Parallelfahrt von TGV (Nr. 77) und Lufthansa-Airport-Express (Nr. B)[21]

Anderweitig noch nicht aufgeführte Fahrzeuge, die nur an der Parade teilnahmen:
| Nr. | Baureihe, Nummer                     | Bild |
| --- | ------------------------------------ | ---- |
| 76  | SBB B 3/4 1367                       |      |
| 77  | ET 403 004 Lufthansa-Airport-Express |      |